# Vadim Naumov
Vadim Vladimirovič Naumov (in russo Вадим Владимирович Наумов?; Leningrado, 7 aprile 1969 – Washington, 29 gennaio 2025) è stato un pattinatore artistico su ghiaccio russo, fino al 1991 sovietico, specializzato nel pattinaggio artistico su ghiaccio a coppie.

## Biografia
Insieme a Evgenija Šiškova vinse l'oro al Campionato del mondo nel 1994. La coppia si aggiudicò anche un argento (1995) e un bronzo (1993) al Campionato del mondo e un argento (1994) e quattro bronzi (1991, 1992, 1993 e 1995) al Campionato europeo.
Morì in un incidente aereo, avvenuto nei pressi di Washington il 29 gennaio 2025, assieme all'altra campionessa russa, nonché sua moglie, Evgenija Šiškova, e a diversi membri della Federazione USA di pattinaggio. Dopo la collisione con un elicottero militare, il volo di linea American Eagle 5342 (operato dalla compagnia PSA Airlines), su cui viaggiavano ed ormai prossimo all'atterraggio, si incendiò, precipitando quindi nel fiume Potomac. La coppia lasciò un figlio, Maxim Naumov, anch'egli pattinatore.

## Palmarès
GP: Champion Series/Grand Prix
Con Šiškova:
- Unione Sovietica (URS): Dall'inizio della carriera fino a dicembre 1991
- Comunità degli Stati Indipendenti (CIS): Campionato europeo 1992
- Squadra Unificata ai Giochi olimpici (EUN): Giochi olimpici del 1992
- Russia (RUS): Dalla stagione 1992–93 fino alla fine della carriera

| Internazionali            | Internazionali | Internazionali | Internazionali | Internazionali | Internazionali | Internazionali | Internazionali | Internazionali | Internazionali | Internazionali |
| Evento                    | 1988–89        | 1989–90        | 1990–91        | 1991–92        | 1992–93        | 1993–94        | 1994–95        | 1995–96        | 1996–97        | 1997–98        |
| ------------------------- | -------------- | -------------- | -------------- | -------------- | -------------- | -------------- | -------------- | -------------- | -------------- | -------------- |
| Giochi olimpici invernali |                |                |                | 5°             |                | 4°             |                |                |                |                |
| Campionati mondiali       |                |                | 5°             | 5°             | 3°             | 1°             | 2°             | 4°             |                |                |
| Campionati europei        |                |                | 3°             | 3°             | 3°             | 2°             | 3°             |                | 5°             |                |
| GP Finale                 |                |                |                |                |                |                |                | 1°             |                | 5°             |
| GP Cup of Russia          |                |                |                |                |                |                |                |                |                | 2°             |
| GP NHK Trophy             |                |                |                |                |                |                |                | 1°             | 2°             |                |
| GP Skate America          |                |                |                |                |                |                |                |                |                | 2°             |
| GP Skate Canada           |                |                |                |                |                |                |                | 1°             |                |                |
| Centennial On Ice         |                |                |                |                |                |                |                | 1°             |                |                |
| Goodwill Games            |                |                |                |                |                |                | 3°             |                |                |                |
| Internationaux de Paris   |                |                |                |                | 1°             |                |                |                |                |                |
| Prize of Moscow News      | 5°             |                |                |                |                |                |                |                |                |                |
| Nations Cup               |                |                |                | 2°             |                | 1°             |                |                |                |                |
| Nebelhorn Trophy          |                | 2°             |                |                |                |                |                |                |                |                |
| NHK Trophy                |                |                |                | 1°             | 1°             |                |                |                |                |                |
| Skate America             |                |                |                |                | 3°             | 1°             | 2°             |                |                |                |
| Skate Canada              |                |                | 2°             |                |                |                |                |                |                |                |
| Nazionali                 |                |                |                |                |                |                |                |                |                |                |
| Campionati russi          |                |                |                |                | 1°             | 3°             |                | 1°             | 3°             |                |
| Campionati sovietici      |                |                | 1°             | 2°             |                |                |                |                |                |                |